# 佐々野諸延
佐々野 諸延（ささの さかえ、1960年8月18日 - ）は、日本の実業家。株式会社リンガーハット代表取締役社長。

## 概要
長崎県出身。長崎南山高等学校、熊本商科大学（現熊本学園大学）商学部商学科を卒業。大学卒業後、リンガーハットへと入社し2004年3月に執行役員西日本営業事業部長就任する。2010年5月にはリンガーハットジャパン株式会社取締役に就任し、2011年10月に執行役員管理グループ担当兼総務人事部長へと就任。2012年5月にリンガーハット株式会社取締役管理部担当兼総務人事グループ長・取締役管理部担当へとそれぞれ就任した。2013年11月では取締役生産部担当となり、2017年2月には株式会社ミヤタ取締役へと就任。2019年3月には代表取締役社長となり、2020年3月になると代表取締役社長兼CEOとなる。